# Malcolm Treviño-Sitté
Malcolm Treviño-Sitté (Malabo, 28 de abril de 1981), también conocido como Malcolm T. Sitté, es un actor hispano-ecuatoguineano, conocido por su papel protagonista en la serie Detective Touré y por haber participado en otras como Chiringuito de Pepe y Lo nunca visto.

## Biografía
Diplomado en Arte Dramático por la Escuela Metrópolis [1998-2003], continuó ampliando sus estudios con maestros de la interpretación como Nadia Rodríguez, Matilde Fluixá y Fernando Guillén Cuervo. 
Su debut teatral se produciría en 2008 con el montaje Tío Vania dirigido por Carlos Alfaro en el Centro Dramático Nacional, a la que seguirían otras obras como Los Negros de Miguel Narros, antes de entrar a formar parte de la compañía Réplika Teatro en 2012, con la que comenzaría haciendo una aplaudida versión de Combate de Negro y de Perros bajo la dirección de Mikolaj Bielski. A esta le seguirían otras como A siete pasos del Quijote, de Jaroslaw Bielski y El éxtasis de los insaciables, de nuevo dirigida por Mikolaj Bielski a partir del material dramático de distintas obras de Stanisław Ignacy Witkiewicz, con la que giraría por países como Italia o Portugal. Más allá de esta compañía, también destacan en su currículo otras obras del calibre de Orquesta Club Virginia, dirigida por Manuel Iborra para el Teatro Español, una adaptación de Tres sombreros de copa a cargo de Natalia Menéndez, o la exitosa versión teatral de Intocable a las órdenes de Garbi Losada, donde toma el relevo al protagonista original, Jimmy Roca; sin olvidar su debut en el género de las zarzuelas con La Taberna del Puerto a las órdenes de Mario Gas.
En paralelo, comenzó a trabajar con asiduidad en el medio televisivo, con apariciones en series como Aquí no hay quien viva , La que se avecina o Periodistas, antes de que las famosas directoras de casting Eva Leira y Yolanda Serrano lo escogieran para formar parte de Chiringuito de Pepe, donde alcanzaría notoriedad por su papel de Balotelli. Tras este espaldarazo, participaría con roles episódicos en Vergüenza y también en Antidisturbios, ambas de Movistar+, antes de volver a asumir un papeles secundarios en el serial Dos vidas para TVE y en Érase una vez... pero ya no de Netflix.
Sin embargo, su gran espaldarazo profesional se lo proporciona la serie procedimental Detective Touré, la adaptación de las novelas de Jon Arretxe producidas por RTVE y ETB. El actor da vida al personaje principal, Mahamoud Touré, un inmigrante guineano que se gana la vida como improvisado detective en Bilbao. Su estreno tendrá lugar en 2024.
En el ámbito cinematográfico La conjura de El Escorial en 2008, supondría su primera experiencia en la gran pantalla, antes de obtener su primer gran personaje en la adaptación de Palmeras en la nieve, dirigida por Fernando González Molina. A partir de ahí, encadenaría participaciones destacadas en otros títulos como Es por tu bien de Carlos Therón, El cuaderno de Sara de Norberto López Amado, Lo nunca visto de Marina Seresesky, Salir del ropero de Ángeles Reiné y la adaptación cinematográfica de la novela Delfines de plata a cargo de Javier Elorrieta. Todo ello, sin olvidar su participación en premiados cortometrajes como Ngutu de Felipe del Olmo y Daniel Valledor y De-mente de Lorenzo Ayuso. Con este inicia una fructífera relación profesional, que lleva a convertirse en protagonista del videoclip de Gilipollas, uno de los temas más exitosos de la banda Dardem.

## Filmografía

### Series de televisión
| Año         | Título                      | Cadena      | Papel              | Notas        |
| ----------- | --------------------------- | ----------- | ------------------ | ------------ |
| 2002        | Periodistas                 | Telecinco   |                    | 1 episodio   |
| 2005        | Corta-t                     | Cuatro      |                    | 1 episodio   |
| 2005        | Aquí no hay quien viva      | Antena 3    | Policía aeropuerto | 1 episodio   |
| 2008        | La que se avecina           | Telecinco   |                    | 1 episodio   |
| 2014 - 2016 | Chiringuito de Pepe         | Telecinco   | Balotelli          | 20 episodios |
| 2017        | Vergüenza                   | Movistar+   | Nelson Bolopé      | 2 episodios  |
| 2020        | Antidisturbios              | Movistar+   | Manifestante       | 1 episodio   |
| 2021        | Dos vidas                   | TVE         | Dayo               | 15 episodios |
| 2022        | Érase una vez... pero ya no | Netflix     | Paramédico         | 4 episodios  |
| 2023        | Romancero                   | Prime Video |                    |              |
| 2023        | Detective Touré             | TVE, ETB    | Mahamoud Touré     | 6 episodios  |

### Cine
| Año  | Título                        | Notas        | Papel          |
| ---- | ----------------------------- | ------------ | -------------- |
| 2004 | Imaginación                   | Cortometraje | Álvaro         |
| 2008 | La conjura de El Escorial     | Largometraje | Negro Danzarín |
| 2010 | Cinco minutos para medianoche | Cortometraje |                |
| 2012 | Ngutu                         | Cortometraje | Ngutu          |
| 2013 | Petróleo (Black Gold)         | Cortometraje | Alex           |
| 2014 | The Leftlovers                | Largometraje |                |
| 2015 | Palmeras en la nieve          | Largometraje | Atsu           |
| 2016 | De-mente                      | Cortometraje | Genio          |
| 2017 | Es por tu bien                | Largometraje | Obrero 3       |
| 2017 | Vivir del aire                | Cortometraje | Guardia Civil  |
| 2017 | Talismán                      | Cortometraje | Ajani          |
| 2018 | El Cuaderno de Sara           | Largometraje | Omar           |
| 2019 | Dardem: Gilipollas            | Videoclip    | Demiurgo       |
| 2019 | Lo nunca visto                | Largometraje | Azquil         |
| 2019 | Salir del ropero              | Largometraje | Tom            |
| 2022 | Zahara: Merichane             | Videoclip    | Antonio        |
| 2022 | Como dios manda               | Largometraje | Economista     |
| 2021 | Delfines de plata             | Largometraje | Abdul          |